# Breda A.3
Il Breda A.3, citato anche come Breda A3, era un bombardiere notturno bimotore biplano sviluppato dalla divisione aeronautica dell'azienda italiana Società Italiana Ernesto Breda negli anni venti e rimasto allo stadio di prototipo.

## Storia del progetto
Dopo essere entrata nel mercato dell'aviazione civile, nella prima parte degli anni venti la Breda decise di sviluppare il suo primo velivolo destinato al mercato bellico, il bombardiere notturno A.3.
Il nuovo modello era caratterizzato dall'adozione di una configurazione alare biplano-sesquiplana, impennaggio di coda biplano ed unità motrici in configurazione traente-spingente collocate su gondole interalari.
Venne portato in volo per la prima volta nel 1924, equipaggiato da quattro motori SPA 6A da 220 CV (162 kW) ciascuno, evidenziando però, durante le prove di volo, prestazioni modeste. Per cercare di migliorare le caratteristiche generali venne quindi deciso di sostituire gli originali propulsori con una coppia di motori Lorraine-Dietrich 12 Db da 400 CV (294 kW) ciascuno, non riuscendo comunque ad ottenere miglioramenti sostanziali e determinando così l'arresto dello sviluppo.
L'esperienza acquisita verrà successivamente sfruttata nella realizzazione del nuovo modello Breda A.8, anch'esso però non avviato alla produzione in serie.

## Utilizzatori
Italia
- Regia Aeronautica (previsto)